# Teledeporte
Teledeporte (TDP) é um canal de televisão temático da TVE dedicado ao mundo dos esportes que iniciou as suas transmissões a 14 de Fevereiro de 1994 através do satélite Hispasat. Foi o segundo canal temático que se implantou na Espanha depois da Eurosport e antes da Sportmanía, Canal+ Deporte e Telecinco Sport.
A TVE canaliza através do canal Teledeporte sua participação na Plan ADO e por ela pode ser considerado o meio audiovisual de referencia para os esportistas espanhóis que praticam modalidades olímpicas.
Actualmente, Teledeporte opera desde o Centro de Produção de Programas da TVE em Sant Cugat del Vallès (Barcelona), transmite 24 horas ao dia (com redifusão do melhor da jornada anterior durante a madrugada) e se dirige a um público heterogéneo e potencialmente numeroso.
O embrião do atual canal foi um programa esportivo exibido ao final da terceira edição do Telediario, entre 1987 e 1990 pela TVE1.
Em 14 de fevereiro de 1994 tornou-se um canal independente. Em 19 de dezembro de 2013, sem aviso prévio, iniciaram-se as transmissões em HD do canal, através do RGE2. Desde 31 de dezembro do mesmo ano às 11:55, é um simulcast da versão SD do canal, transmitindo o mesmo canal em alta definição. Em 1 de julho de 2014, a TVE anunciou o encerramento do canal Teledeporte em 31 de dezembro do mesmo ano. Em 25 de outubro do mesmo ano, imediatamente após a mudança na presidência da RTVE, foi anunciado que a empresa estava recuando e não fecharia o canal.